# Állatorvostudományi Egyetem Hutÿra Ferenc Könyvtár, Levéltár és Múzeum
Az Állatorvostudományi Egyetem Hutÿra Ferenc Könyvtár, Levéltár és Múzeum Budapesten található.

## A könyvtár története
Az Állatorvosi Tanintézetet 1787-ben alapították és ekkor mindjárt gondoskodtak könyvek beszerzéséről is. Az első száz esztendő hányattatásai és anyagi gondjai után a 19. század végén elindult a könyvtár feldolgozása. 1873-ban teljes leltár, majd szakrend és használati szabályzat is készült Nádaskay Béla kórboncnok munkája nyomán.
A XX. század első évtizedében tevékenykedő Magyary-Kossa Gyula elkészítette az első nyomtatott katalógust, gyűjtötte a hungarikumokat és megírta a Magyar állatorvosi bibliográfiát, amely máig irányadó mű a témában. A háború előszelében a folyamatos megújulás és fejlődés töretlen volt, de a használat nem mindig érte el a kívánt szintet, mint azt Hutÿra Ferenctől olvashatjuk:
„A mult tanév közepétől kezdve a hallgatóság is használhatja a közel 12 000 kötetet tartalmazó könyvtárt, a mi annál jelentősebb dolog, mert főiskolánk távol van a főváros közkönyvtáraitól s ezért ezeket hallgatóink alig kereshetik fel. Azt hittük, hogy főiskolánk hallgatósága nagy örömmel fogja fogadni az új berendezést, és kiadós módon használja fel majd a kedvező alkalmat, hogy a könyvtárban levő orvosi és természettudományi munkák olvasgatásával a rövidre fogott tankönyvek és jegyzetek által megszabott körön túl is bővítse és mélyítse ismereteit. Ebben a várakozásunkban, legalább eddig, sajnosan csalódtunk. A hallgatók közül csak aránylag nagyon kevesen látogatták az olvasótermet, míg a nagy többség alig vett a reá nézve annyira hasznos intézményről tudomást.” (Hutÿra Ferenc: Beszámoló az 1909/1910. tanévről. In.: A Magyar Királyi Állatorvosi Főiskola kiadványai 1908-1911)
Az első világháború alatt a személyzet egy része bevonult, és az épp csak megnyitott ifjúsági olvasótermet zárva tartották.
A két világháború között az anyagi nehézségek ellenére tovább fejlődött a könyvtár: például a külföldi tudományos folyóiratok – néhány oktató közbenjárására – külföldi alapítványok támogatásával folyamatosan érkeztek a könyvtárba.
Az 1950-es években az addig elérhető betűrendes cédulakatalógust az ETO (Egyetemes tizedes osztályozás) segítségével szerették volna tartalom szerint is kereshetővé tenni. Ez nem bizonyult annyira egyszerűnek, hiszen az állatorvoslás annyira speciális, hogy nehéz volt a meglévő kifejezésekkel leírni, de ez a lépés mégis jól mutatja, hogy lépéseket tettek a minél szélesebb kör számára elérhető könyvtár kialakításához.
A következő évtizedek a könyvtárszakmai munka és az olvasók kiszolgálásával teletek. Az 1980-as évek a teljes felújítást hozták magukkal. Az olvasóterem ma is látható berendezése és díszítései is ekkor készültek (a hatalmas kovácsoltvas csillár kivételével, mert az a 2000-es évek elején készült el). A kor kívánalmainak megfelelő modern könyvtárat alakítottak ki ekkor.
2000-ben jött létre a Szent István Egyetem és a Könyvtár ennek keretein belül működik azóta is, mint SZIE Állatorvos-tudományi Könyvtár (ma már: Könyvtár, Levéltár és Múzeum).

### Gyűjtemények

#### Modern gyűjtemény
A könyvtár modern állománya körülbelül 70000 kötet. Ennek 1986 utáni része kereshető az online katalógusban, a többi a hagyományos cédulakatalóguson keresztül érhető el.
Az állomány egy része szabadpolcon található, ahol a hosszú évek alatt kialakult speciális szakrend szerint vannak elhelyezve a könyvek. Az olvasóterem részét képezi a folyóirat-olvasó, ahol az állatorvosi szakma magyar irodalmát és a legfontosabb külföldi szakfolyóiratokat lehet megtalálni.

#### Magyary-Kossa Szakmatörténeti Könyvgyűjtemény
Az 1980-as években alakították ki a szakmatörténeti könyvgyűjteményt. Nevét Magyary-Kossa Gyula állatorvosról kapta, aki 1901 és 1910 között vezette a könyvtárat. Ő készítette el a könyvtár első nyomtatott katalógusát és az első magyar állatorvosi bibliográfiát is.
A gyűjtemény körülbelül 4000 kötetet tartalmaz, és számtalan állatorvos-történeti szempontból érdekes mű található benne (kézzel írt hallgatói jegyzetektől a színes, anatómiai rajzokkal illusztrált művekig). Itt található Vegetius Mulomedicinájának egy példánya, vagy Tolnay Sándor 1795-ben megjelent Barmokat orvosló-könyve is.
A gyűjtemény látogatható, használatához azonban kutatási engedélyt kell kérni.

#### Magyar Állatorvosi Bibliográfia
1990-től az online katalógusban kereshető a Magyar Állatorvosi Bibliográfia, ami tartalmazza a magyar szerzőktől magyar szakfolyóiratokban és (a lehetőségekhez mérten) a külföldi szakirodalomban megjelent cikkek adatait. Régebbi kötetek 1971-től papír formában a könyvtár olvasótermében érhetők el.

#### Egyetemi publikációk
A könyvtárban találhatóak az Állatorvos-tudományi Karon (korábban Egyetemen) született szakdolgozatok, szakállatorvosi szakdolgozatok, TDK dolgozatok, PhD-disszertációk és az akadémiai illetve kandidátusi értekezések is.
Az egyetemi dolgozók publikációi, a szakdolgozatok stb. elektronikus változatának gyűjtése és szolgáltatása a Magyar Állatorvos-tudományi Archívumban történik (Hungarian Veterinary Archive).

### Szolgáltatások
A könyvtár nyitva áll az Egyetem hallgatói, oktatói és az érdeklődő számára egyaránt és könyvek kölcsönzésén, a helyben való folyóirat olvasáson túl, lehetőséget biztosít:
- az irodalomkutatás megismerésére (könyvtári informatika néven)
- szakadatbázisokban való keresésre
- folyóiratok papír és elektronikus eléréséhez
- történeti anyagok kutatásához személyesen (vagy akár az interneten is)

## Levéltár
A levéltárban a 18. század végétől az 1990-es évekig találhatunk anyagokat. A fond és állagjegyzék megtekinthető a könyvtár honlapján.
1985-ben jelent meg a Szögi László Az Állatorvostudományi Egyetem Levéltára 1787-1972 című kiadvány, amely a levéltár gondjaiban található anyagokról ad részletes felvilágosítást.
Azóta megjelent hat kötet Dokumentumok a magyar állatorvosi oktatás történetéhez címmel, Bakonyi Ferencné, Gábor Iván, Szögi László, Drobinoha Angéla, Cserey Lászlóné és Kiss Márton közreműködésével, amely válogatottan ugyan, de ízelítőt adnak a levéltárban található anyagokból (1786–1970). A kötetek teljes szöveggel tartalmazzák az adott korszak legérdekesebbnek ítélt anyagait.

## Múzeum
A mai múzeum 1984-ben nyílt meg, de volt előzménye: még a két világháború között Daday András (állatorvos professzor) hozott létre múzeumot, ami sajnos később a történelem forgatagában eltűnt. A múzeum az egyetemi campuson található, a G épületben. Nyitvatartás: szerdán 13–16 óra között, vagy előzetes bejelentkezés alapján (vezetés is kérhető).
A kiállított tárgyak, könyvek és képek jól illusztrálják az állatorvoslás, az oktatás és a technika fejlődését.
A jelenlegi gyűjtemény tartalmilag több részre osztható:
- 1-9. tárló: a hazai állatgyógyászat korabeli eszközei
- 10-29. tárló: a hazai állatorvos-képzés fejlődésének fontos lépései
- a 30. tárlóban és a nyitott polcon: egy katona állatorvosi ládában a 20. sz. elejének állatorvosi műszerei
- 31–48. tárlóban: Vastagh György, ifj. állatszobrai találhatóak.

2008 ősze óta elérhető a virtuális állatorvosi múzeum is, amely a múzeum tárgyait teszi megtekinthetővé az interneten keresztül.